# Cappella di San Pietro Apostolo
La cappella di San Pietro Apostolo è una piccola chiesa sussidiaria di Denno in Trentino. Fa parte della zona pastorale delle Valli del Noce e risale forse al XII secolo.

## Storia

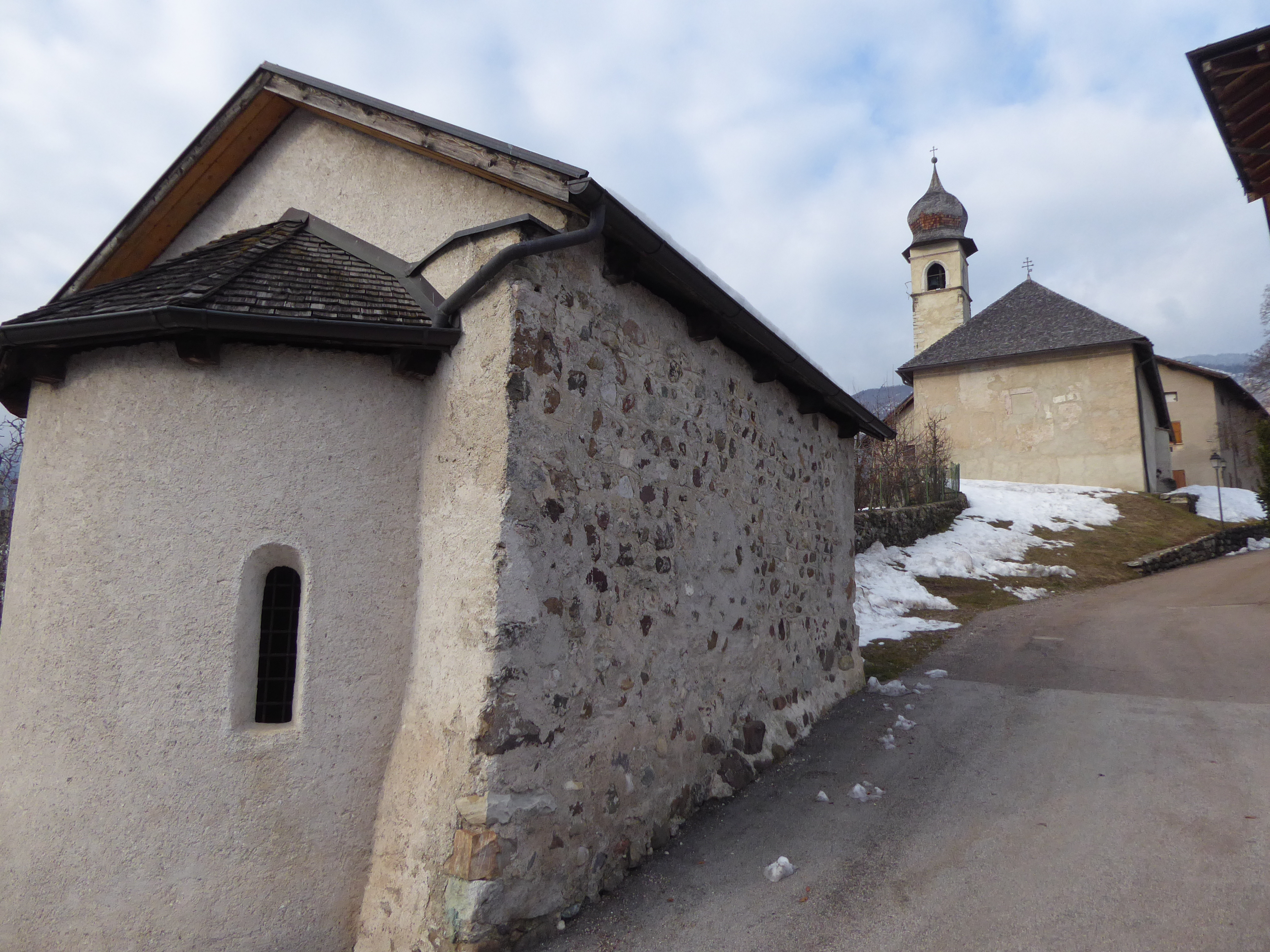
Parte absidale della cappella di San Pietro e chiesa di Sant'Agnese.

### Fondazione e leggende
Secondo la tradizione popolare l'edificio di culto più antico di Denno è la cappella dedicata a San Pietro, che dovrebbe risalire all'VIII secolo. La sua prima documentazione tuttavia secondo Simone Weber risale ad un'investitura, non citata, del 1461 e una del 1478, nella quale il vescovo di Trento investì Jacominus q(uondam) Stephani de Enno di alcuni feudi "in pertinen(tiis) de Enno, tra cui iura Eccl(es)Ia s. Mariae et Capellae s. Petri de Enn". Studi archeologici recenti basandosi sulla muratura settentrionale, l'unica originaria, datano la sua fondazione al XIII secolo, o forse al secolo precedente.

### Età moderna
Nella visita pastorale del 1537 la chiesa di San Pietro è menzionata tra quelle appartenenti alla pieve di Denno, successivamente, negli Atti visitali del 1579, è descritto l'altare privo di suppellettili e pala. Ancora nel 1616 i visitatori ordinarono di dotarsi di una pala raffigurante san Pietro, inoltre fu chiesto che "fosse sbianchezzata".
Viste le pessime condizioni dell'edificio, causate principalmente dall'apertura di una cava di sabbia vicino alla cappella, riportate dai visitatori nel 1695, la chiesa rimase abbandonata fino al 1707, quando fu restaurata, dotata di un nuovo avvolto (che coprì gli affreschi quattrocenteschi) e un nuovo portale, ancora oggi presente. Nella visita pastorale del 1708 infatti la cappella risultava noviter constructa, sed nondum benedicta.
Nel 1811 il prefetto di Cles ordinò di demolirla e anche molti abitanti di Denno pensavano di impiegarne le scarse rendite per la canonica. Tuttavia la popolazione si oppose, la chiesa restò in piedi e in passato nel giorno di san Pietro, 29 giugno, si celebrava ogni anno la messa.

### Le ristrutturazioni moderne
Don Rodolfo Trentini nel 1907 trovò tracce di affreschi, che vennero restaurati nel 1924 dalla Soprintendenza di Trento, levando lo strato di calce che li ricopriva.
Nel 1969 un comitato raccolse i fondi per il rifacimento del tetto, in seguito, tra il 1970 e il 1972 la Soprintendenza ai Monumenti di Trento restaurò l'edificio, tentando di restituire alla chiesetta la sua forma originaria riposizionando il portale settecentesco e ricostruendo l'abside orientata ad est, con l'abbattimento di quella più recente orientata a nord. Infine, nel 2018, è stato affidato il restauro dei dipinti murali e della porta lignea all'architetto Giorgia Gentilini.

## Descrizione
La cappella si trova in posizione quasi isolata, nella parte orientale dell'abitato di Denno, lungo la via che portava al demolito Castel Enno e a brevissima distanza dalla chiesa di Sant'Agnese. 
La facciata a capanna è semplice, con due spioventi. Il portale in pietra è architravato. Le pareti laterali non hanno finestre. L'abside ha pianta a semicerchio. La pavimentazione ha un livello uniforme e si accede all'unica navata, dall'esterno, scendendo tre gradini.

### Gli affreschi
Pur di modeste dimensioni riveste particolare importanza sia per la sua antichità sia per la presenza, all'interno dell'unica sala, di un ciclo di affreschi attribuiti da Antonio Morassi ai fratelli Giovanni e Battista Baschenis. L'attribuzione del ciclo ai fratelli Baschenis, motivata dalla presenza di un'Ultima Cena simile a quelle realizzate nelle chiese di Corte Inferiore e Segonzone e di figure di profeti con cartigli come nelle chiese di Castel Valer e Segonzone, è tuttavia dubbia considerato lo stato frammentario degli affreschi e i caratteri spiccatamente arcaici.
- Sulla parete destra della navata rimangono quattro figure di Profeti, accompagnati da lunghi filatteri con scritte bibliche molto rovinate e un frammento dell'Ultima Cena.
- Sulla parete sinistra vi sono altri busti di profeti e nel registro inferiore una teoria di santi, tra i quali si riconoscono San Giovanni Battista e Santa Caterina d'Alessandria.[9]